# 特伦甘纳邦
泰伦加纳邦（泰盧固語：[ˈtelaŋɡaːɳa] ⓘ），印度南部的一个邦，於2014年6月2日自安得拉邦析置，总面积114,840平方公里。2011年，总人口35,286,757。泰伦加纳邦首府位于海得拉巴（原属安得拉邦）。

## 名称
泰伦加纳来自于泰卢固语，意为泰卢固人的土地。

## 历史
1956年，海得拉巴土邦和安得拉土邦合并为安得拉邦。由于经济、文化等差异，特伦甘纳地区人民长期致力于成立一个单独的邦。2014年2月20日，印度上议院通过决议，将安德拉邦泰伦加纳地区独立为第29个邦。

## 人口
泰伦加纳邦人口中，76%讲泰卢固语，12%讲乌尔都语，12%使用其他语言。宗教信仰方面，86%信仰印度教，12.4%信仰伊斯兰教，1.2%信仰基督教，0.4%信仰其他。

## 行政区划
泰伦加纳邦包含10个县，分别为：海得拉巴县、格里姆讷格尔县、坎曼县、马布那加尔县、纳尔贡达县、尼扎马巴德县、兰加雷迪县、阿迪拉巴德县、梅达克县、瓦朗加尔县。